# Worsma
Worsma – miasto w Rosji, w obwodzie niżnonowogrodzkim. W 2010 roku liczyło 11 620 mieszkańców.